# Superliga ukraińska w piłce siatkowej mężczyzn (2009/2010)
Ukraińska Liga Siatkówki (2009/2010) – rozgrywki o mistrzostwo Ukrainy. Zainaugurowane zostały 18 września 2009 roku i trwały do wiosny 2010 roku.
W fazie zasadniczej 7 zespołów rozegrało mecze system „każdy z każdym”, mecz i rewanż.
W sezonie 2009/2010 w Pucharze Challenge Ukrainę reprezentował Łokomotyw Charków.

## Drużyny uczestniczące
| Drużyna                        | Miasto          | Uwagi            |
| ------------------------------ | --------------- | ---------------- |
| Łokomotyw Charków              | Charków         | Puchar Challenge |
| Krymsoda Krasnoperekopsk       | Krasnoperekopsk |                  |
| Budiwelnyk-Bukowyna Czerniowce | Czerniowce      |                  |
| ImpeksahroSport Czerkasy       | Czerkasy        |                  |
| Jurydyczna Akademіja Charków   | Charków         |                  |
| SDJuSSz-WNAU Winnica           | Winnica         |                  |
| Fakeł Iwano-Frankiwsk          | Iwano-Frankiwsk |                  |

## Faza zasadnicza

### Tabela wyników
|                                | Łokomotyw Charków | Krymsoda | Czerniowce | Czerkasy | Charków | Winnica | Fakeł |
| ------------------------------ | ----------------- | -------- | ---------- | -------- | ------- | ------- | ----- |
| Łokomotyw Charków              | –                 | 3:0      | 3:1        | 3:1      | 3:1     | 3:0     | 3:0   |
| Krymsoda Krasnoperekopsk       | 3:1               | –        | 2:3        | 2:3      | 3:1     | 3:0     | 3:0   |
| Budiwelnyk-Bukowyna Czerniowce | 2:3               | 3:2      | –          | 3:2      | 3:0     | 3:1     | 3:0   |
| ImpeksahroSport Czerkasy       | 0:3               | 2:3      | 3:1        | –        | 0:3     | 3:0     | 3:0   |
| Jurydyczna Akademіja Charków   | 3:0               | 0:3      | 1:3        | 3:0      | –       | 3:0     | 3:0   |
| SDJuSSz-WNAU Winnica           | 1:3               | 0:3      | 2:3        | 0:3      | 1:3     | –       | 3:0   |
| Fakeł Iwano-Frankiwsk          | 1:3               | 0:3      | 1:3        | 0:3      | 0:3     | 0:3     | –     |

|                                | Łokomotyw Charków | Krymsoda | Czerniowce | Czerkasy | Charków | Winnica | Fakieł |
| ------------------------------ | ----------------- | -------- | ---------- | -------- | ------- | ------- | ------ |
| Łokomotyw Charków              | –                 | 2:3      | 1:3        | 3:0      | 3:0     | 3:0     | 3:0    |
| Krymsoda Krasnoperekopsk       | 3:2               | –        | 3:1        | 0:3      | 3:0     | 3:0     | 3:0    |
| Budiwelnyk-Bukowyna Czerniowce | 1:3               | 3:1      | –          | 0:3      | 3:0     | 3:2     | 3:0    |
| ImpeksahroSport Czerkasy       | 1:3               | 3:2      | 3:1        | –        | 3:2     | 3:1     | 3:0    |
| Jurydyczna Akademіja Charków   | 3:2               | 3:2      | 1:3        | 3:1      | –       | 3:2     | 3:1    |
| SDJuSSz-WNAU Winnica           | 0:3               | 1:3      | 3:1        | 0:3      | 1:3     | –       | 3:0    |
| Fakeł Iwano-Frankiwsk          | 0:3               | 0:3      | 0:3        | 0:3      | 0:3     | 1:3     | –      |

Drużyna gospodarzy wymieniona jest po lewej stronie tabeli.
     zwycięstwo gospodarzy
     zwycięstwo gości

### Tabela fazy zasadniczej
| Poz.                                                                                  | Klub                           | Punkty | Mecze         | Mecze   | Mecze     | Rodzaj wyniku | Rodzaj wyniku | Rodzaj wyniku | Rodzaj wyniku | Rodzaj wyniku | Rodzaj wyniku | Sety         | Sety    | Sety      | Sety  |
| Poz.                                                                                  | Klub                           | Punkty | liczba meczów | wygrane | przegrane | 3:0           | 3:1           | 3:2           | 2:3           | 1:3           | 0:3           | liczba setów | wygrane | przegrane | ratio |
| ------------------------------------------------------------------------------------- | ------------------------------ | ------ | ------------- | ------- | --------- | ------------- | ------------- | ------------- | ------------- | ------------- | ------------- | ------------ | ------- | --------- | ----- |
| 1                                                                                     | Łokomotyw Charków              | 56     | 24            | 18      | 6         | 10            | 7             | 1             | 3             | 2             | 1             | 89           | 62      | 27        | 2,296 |
| 2                                                                                     | Krymsoda Krasnoperekopsk1      | 50     | 24            | 16      | 8         | 9             | 4             | 3             | 5             | 1             | 2             | 87           | 53      | 34        | 1,559 |
| 3                                                                                     | ImpeksahroSport Czerkasy       | 44     | 24            | 15      | 9         | 9             | 3             | 3             | 2             | 3             | 4             | 88           | 52      | 36        | 1,444 |
| 4                                                                                     | Budiwelnyk-Bukowyna Czerniowce | 44     | 24            | 16      | 8         | 5             | 6             | 5             | 1             | 6             | 1             | 96           | 56      | 40        | 1,400 |
| 5                                                                                     | Jurydyczna Akademіja Charków   | 40     | 24            | 14      | 10        | 7             | 4             | 3             | 1             | 4             | 5             | 88           | 48      | 40        | 1,200 |
| 6                                                                                     | SDJuSSz-WNAU Winnica           | 18     | 24            | 5       | 19        | 3             | 2             | 0             | 3             | 6             | 10            | 86           | 27      | 59        | 0,458 |
| 7                                                                                     | Fakeł Iwano-Frankiwsk1         | -2     | 24            | 0       | 24        | 0             | 0             | 0             | 0             | 4             | 20            | 70           | 4       | 66        | 0,061 |
| Punktacja: 3:0 i 3:1 – 3 punkty, 3:2 – 2 punkty, 2:3 – 1 punkt, 1:3 i 0:3 – 0 punktów |                                |        |               |         |           |               |               |               |               |               |               |              |         |           |       |

1 Mecze pomiędzy klubami Krymsoda Krasnoperekopsk i Fakeł Iwano-Frankiwsk zakończyły się walkowerem dla tego pierwszego, jednak wygrane sety nie są wliczane do tabeli. Dodatkowo drużynie Fakeł Iwano-Frankiwsk odjęto 2 punkty.

## Mecze o miejsca 1-4

### I turniej
| 25.03.2010 | Krymsoda Krasnoperekopsk | 3:0 (26:24, 25:19, 25:17) | ImpeksahroSport Czerkasy |

| 25.03.2010 | Łokomotyw Charków | 0:3 (25:18, 25:22, 28:26) | Budiwelnyk-Bukowyna Czerniowce |

| 26.03.2010 | Łokomotyw Charków | 3:2 (25:23, 25:20, 15:25, 16:25, 15:10) | Krymsoda Krasnoperekopsk |

| 26.03.2010 | Budiwelnyk-Bukowyna Czerniowce | 3:2 (22:25, 21:25, 25:19, 25:21, 15:10) | ImpeksahroSport Czerkasy |

| 27.03.2010 | ImpeksahroSport Czerkasy | 3:0 (28:26, 25:20, 25:23) | Łokomotyw Charków |

| 27.03.2010 | Krymsoda Krasnoperekopsk | 3:0 (25:14, 25:18, 25:23) | Budiwelnyk-Bukowyna Czerniowce |

### II turniej
| 8.04.2010 | Krymsoda Krasnoperekopsk | 1:3 (25:22, 20:25, 22:25, 21:25) | Łokomotyw Charków |

| 8.04.2010 | Budiwelnyk-Bukowyna Czerniowce | 1:3 (21:25, 12:25, 25:20, 21:25) | ImpeksahroSport Czerkasy |

| 9.04.2010 | Krymsoda Krasnoperekopsk | 3:2 (19:25, 23:25, 25:20, 25:21, 15:12) | Budiwelnyk-Bukowyna Czerniowce |

| 9.04.2010 | Łokomotyw Charków | 3:2 (25:23, 19:25, 27:29, 25:16, 15:8) | ImpeksahroSport Czerkasy |

| 10.04.2010 | Budiwelnyk-Bukowyna Czerniowce | 1:3 (21:25, 17:25, 25:19, 21:25) | Łokomotyw Charków |

| 10.04.2010 | ImpeksahroSport Czerkasy | 0:3 (21:25, 26:28, 22:25) | Krymsoda Krasnoperekopsk |

### III turniej
| 16.04.2010 | Łokomotyw Charków | 3:1 (24:26, 25:20, 25:22, 25:22) | ImpeksahroSport Czerkasy |

| 16.04.2010 | Krymsoda Krasnoperekopsk | 3:0 (25:22, 25:13, 25:22) | Budiwelnyk-Bukowyna Czerniowce |

| 17.04.2010 | Budiwelnyk-Bukowyna Czerniowce | 1:3 (20:25, 25:23, 21:25, 21:25) | ImpeksahroSport Czerkasy |

| 17.04.2010 | Łokomotyw Charków | 3:1 (22:25, 25:18, 25:22, 25:21) | Krymsoda Krasnoperekopsk |

| 18.04.2010 | Łokomotyw Charków | 3:1 (28:30, 25:18, 35:33, 25:21) | Budiwelnyk-Bukowyna Czerniowce |

| 18.04.2010 | ImpeksahroSport Czerkasy | 1:3 (20:25, 18:25, 25:21, 14:25) | Krymsoda Krasnoperekopsk |

### IV turniej
| 28.04.2010 | ImpeksahroSport Czerkasy | 1:3 (25:27, 25:20, 22:25, 22:25) | Krymsoda Krasnoperekopsk |

| 29.04.2010 | Łokomotyw Charków | 3:2 (20:25, 25:12, 25:20, 20:25, 15:11) | Krymsoda Krasnoperekopsk |

| 30.04.2010 | ImpeksahroSport Czerkasy | 1:3 (16:25, 25:19, 23:25, 28:30) | Łokomotyw Charków |

### Tabela
| Poz.                                                                                  | Klub              | Punkty | Mecze         | Mecze   | Mecze     | Rodzaj wyniku | Rodzaj wyniku | Rodzaj wyniku | Rodzaj wyniku | Rodzaj wyniku | Rodzaj wyniku | Sety         | Sety    | Sety      | Sety  |
| Poz.                                                                                  | Klub              | Punkty | liczba meczów | wygrane | przegrane | 3:0           | 3:1           | 3:2           | 2:3           | 1:3           | 0:3           | liczba setów | wygrane | przegrane | ratio |
| ------------------------------------------------------------------------------------- | ----------------- | ------ | ------------- | ------- | --------- | ------------- | ------------- | ------------- | ------------- | ------------- | ------------- | ------------ | ------- | --------- | ----- |
| 1                                                                                     | Łokomotyw Charków | 30     | 11            | 10      | 2         | 1             | 6             | 3             | 0             | 0             | 2             | 48           | 30      | 18        | 1,667 |
| Punktacja: 3:0 i 3:1 – 3 punkty, 3:2 – 2 punkty, 2:3 – 1 punkt, 1:3 i 0:3 – 0 punktów |                   |        |               |         |           |               |               |               |               |               |               |              |         |           |       |

## Mecze o miejsca 5-7

### Tabela wyników
|                              | Charków | Winnica | Fakeł |
| ---------------------------- | ------- | ------- | ----- |
| Juridiczna akademіja Charków | –       | 3:1     | 3:1   |
| SDJuSSz-WNAU Winnica         | 2:3     | –       | 3:2   |
| Fakeł Iwano-Frankiwsk        | 2:3     | 1:3     | –     |

Drużyna gospodarzy wymieniona jest po lewej stronie tabeli.
     zwycięstwo gospodarzy
     zwycięstwo gości

### Wyniki spotkań
|  |  | 1. KOLEJKA |  |
|  |  | ---------- |  |

| 26.03.2010 | Jurydyczna Akademіja Charków | 3:1 (25:20, 25:27, 25:14, 25:22) | Fakeł Iwano-Frankiwsk |

| 27.03.2010 | Jurydyczna Akademіja Charków | 3:1 (25:19, 23:25, 25:16, 32:30) | SDJuSSz-WNAU Winnica |

| 28.03.2010 | Fakeł Iwano-Frankiwsk | 1:3 (13:25, 25:23, 18:25, 20:25) | SDJuSSz-WNAU Winnica |

|  |  | 2. KOLEJKA |  |
|  |  | ---------- |  |

| 1.04.2010 | Jurydyczna Akademіja Charków | 3:2 (25:23, 18:25, 25:15, 14:25, 15:7) | SDJuSSz-WNAU Winnica |

| 2.04.2010 | Jurydyczna Akademіja Charków | 3:2 (25:15, 25:15, 25:11) | Fakeł Iwano-Frankiwsk |

| 3.04.2010 | SDJuSSz-WNAU Winnica | 3:2 (25:17, 22:25, 15:25, 25:15, 15:10) | Fakeł Iwano-Frankiwsk |

## Klasyfikacja końcowa
| Miejsce | Zespół                         | Uwagi             |
| ------- | ------------------------------ | ----------------- |
| złoto   | Łokomotyw Charków              | Puchar Challenge  |
| 2       | Krymsoda Krasnoperekopsk       | Puchar Challenge  |
| 3       | ImpeksahroSport Czerkasy       | Puchar Challenge  |
| 4       | Budiwelnyk-Bukowyna Czerniowce |                   |
| 5       | Jurydyczna Akademіja Charków   |                   |
| 6       | SDJuSSz-WNAU Winnica           |                   |
| 7       | Fakeł Iwano-Frankiwsk          | spadek do II ligi |